# Ipimorpha grisea
Ipimorpha grisea là một loài bướm đêm trong họ Noctuidae.